# Los Viveros
Los Viveros es un barrio de nueva creación de la ciudad de Valladolid, España. Tiene una superficie de 20 hectáreas. Se sitúa al noroeste de Valladolid. Según la delimitación oficial del ayuntamiento, limita al norte con la calle Jardines del Central Park; al este, con el Campus Universitario Miguel Delibes; al sureste, con el río Esgueva; y al oeste, con la calle Avenida Santander.  

## Historia
El barrio Los Viveros surgió a partir de un plan parcial aprobado en 2006. Anteriormente, sólo existía una factoría en su extremo sur (Lauki, activa desde 1956).
Tras la aprobación del plan parcial ya citado, se comenzaron a edificar los distintos solares existentes con distintas urbanizaciones residenciales de lujo.

## Morfología
El barrio de Los Viveros presenta una trama prácticamente ortogonal adaptada a los espacios preexistentes.
Presenta una estructura regular establecida por la directriz marcada por las dos vías que definen sus límites, la avenida Santander y el camino del cementerio. Dos vías perpendiculares a las anteriores (Calle Jardines de Versalles y calle Jardines de la Alhambra).
Los Viveros es un barrio residencial donde el comercio tiene una presencia importante.

## Urbanismo
Este barrio de nueva creación se enmarca dentro del Plan Parcial Los viveros. Dispone de 24 parcelas destinadas a 900 vivienda, de las cuales ocho parcelas (400 viviendas) están dedicadas a Viviendas de Protección Oficial. En el barrio existen dos tipologías de vivienda, la plurifamiliar en bloque y la unifamiliar adosada.
El barrio se ha ido construyendo en diferentes fases:
- Fase III. 257 viviendas.
- Fase IV. 82 viviendas.

## Transporte
En autobús queda conectado mediante las siguientes líneas de Auvasa: 
| Línea   | Trayecto                      | Recorrido | Frecuencia    |
| ------- | ----------------------------- | --------- | ------------- |
| Línea 1 | Barrio España - Covaresa      | Recorrido | 10-11 minutos |
| Línea 2 | San Pedro Regalado - Covaresa | Recorrido | 10 minutos    |